# جونگ ها دام
جونگ ها دام (کره‌ای: 정하담؛ زادهٔ ۲۸ فوریهٔ ۱۹۹۴) بازیگر اهل کره جنوبی است. وی از سال ۲۰۱۵ میلادی تاکنون مشغول فعالیت بوده‌است.
از فیلم‌ها یا برنامه‌های تلویزیونی که وی در آن نقش داشته‌است می‌توان به تصمیم جدایی، رفقای بد ۲ و اغواگر بزرگ اشاره کرد.